# Переворот 18 фрюктидора

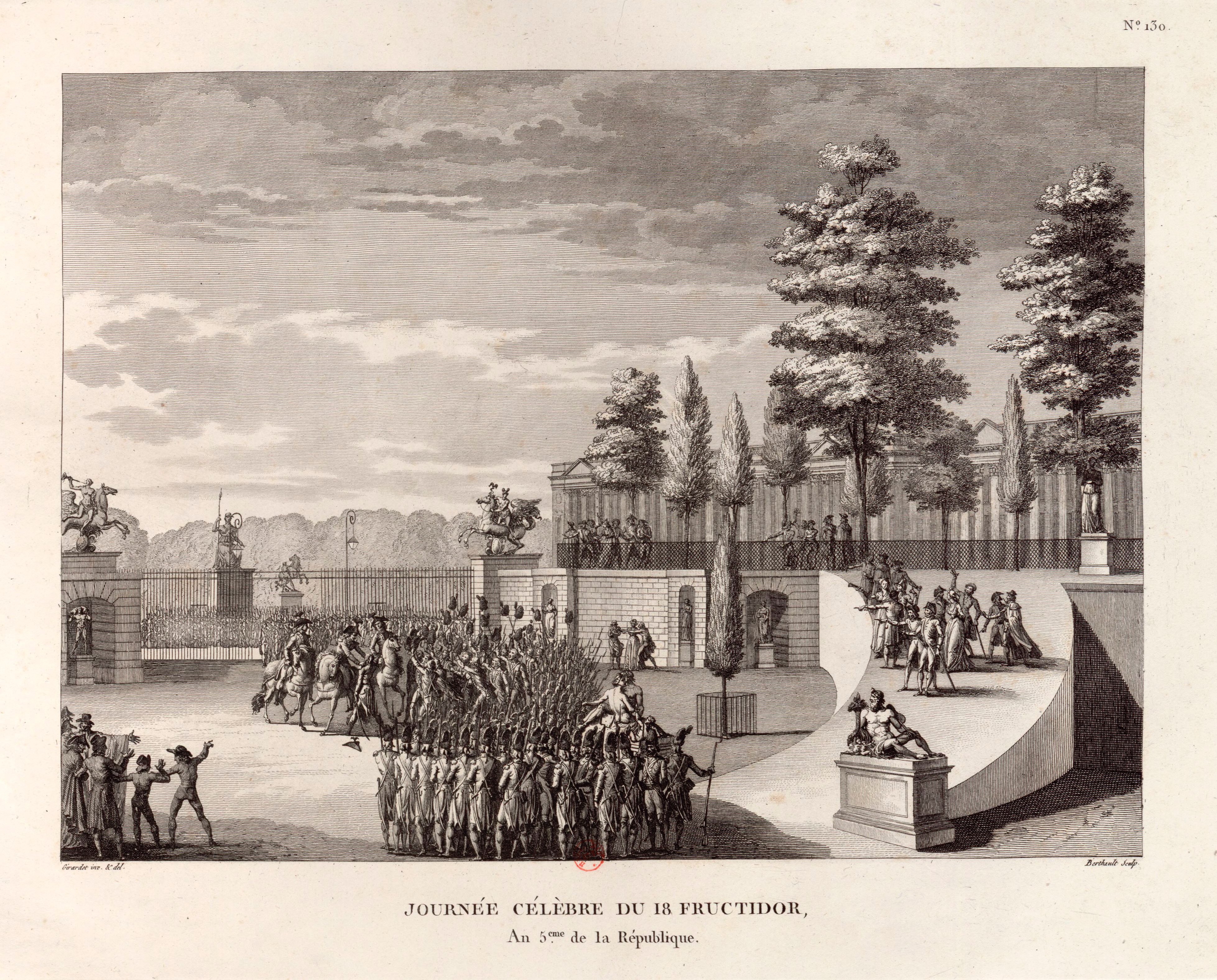
Війська генерала Ожеро в Парижі

Переворот 18 фрюктидора V року республіки (4 вересня 1797 року) — державний переворот у Франції, проведений з метою послаблення роялістів, що зміцніли й набували дедалі більшого впливу.

## Ситуація напередодні
До Франції почали повертатися емігранти та священики, які агітували на виборах. На виборах 1797 року пройшло 250 роялістів, які тут же почали готувати реставрацію монархії, стали в опозицію до Директорії та вибрали собі директора клубу — Франсуа Бартелемі. Один з директорів Директорії, Барасс, дізнався про плани роялістів і написав листа генералам Гошу та Бонапарту. Наполеон вирішив провести переворот через посередництво генерала Ожеро.
Заарештувавши д'Антрега, Бонапарт дізнався про всі наміри роялістів і їхні стосунки з генералом Пішегрю, президентом Ради п'ятисот. Через свого ад'ютанта, Лавалетта, дізнавшись про стан справ в Парижі і про непопулярність Директорії, він вирішив здійснити переворот через посередництво генерала Ожеро, особисто залишаючись осторонь і спостерігаючи за ходом справи.
Між директорами відбувався розбрат, а зі законодавчими палатами вони мали вельми натягнуті стосунки.

## Переворот
Генерала Ожеро було призначено командиром 17-ї дивізії, до якої належали війська Парижа. В ніч з 3 на 4 вересня 1797 Ожеро оточив військами Тюїльрі і Люксембург, місце засідання палат і місцеперебування Директорії. Бартелемі був застигнутий в ліжку, Карно встиг втекти; 53 члена обох палат, між ними і Пішегрю, були кинуті до в'язниці.
За пропозицією тріумфуючого тріумвірату (Баррас — Ларевельєр-Лепо — Ребель) Рада п'ятисот, без жодного суду, приговорила до заслання в Каєнну Бартелемі, Карно і декількох роялістів. Та ж доля спіткала видавців і редакторів 42-х газет.
Засланих директорів замінили Мерлен де Дуе і Франсуа де Нефшато; в 48 департаментах вибори були скасовані.

## Підсумок
Переворот 18 фрюктидора створив диктатуру Директорії; ради старійшин і п'ятисот перетворилися на прості знаряддя, голосуючи все, що їм накажуть; але цей же переворот погубив моральний авторитет Директорії, також готувався підмурівок для диктатури Наполеона.